# 대족
대족(大足, 701년 1월 ~ 10월)는 무주(武周) 성신제(聖神帝) 측천무후(則天武后) 무조(武曌)의 열두번째 연호이다. 약 10개월 동안 사용하였다. 

## 개원
- 구시(久視) 2년 1월 3일[1](701년 2월 15일)에 연호를 대족(大足)으로 개원함.[2][3][4][5]

- 대족(大足) 원년 10월 22일[6](701년 11월 26일)에 연호를 장안(長安)으로 개원함.[2][3][4][5]

## 연대 대조표
| 대족       | 원년       |
| 서기(西紀) | 701년      |
| 간지(干支) | 신축(辛丑) |

## 동시대 연호

### 일본
- 다이호(大寶) (701년 ~ 704년)

## 같이 보기
- 중국의 연호 목록